# Théodore de Theux
Pour les articles homonymes, voir Theux (homonymie).
Ne doit pas être confondu avec Barthélemy-Théodore de Theux.
Théodore de Theux de Meylandt, né le 24 janvier 1789 dans la paroisse Saint-Adalbert à Liège (Belgique) et décédé le 28 février 1846 à Saint-Charles au Missouri (États-Unis), est un prêtre jésuite belge, missionnaire au Missouri (États-Unis), professeur de théologie et supérieur religieux.

## Biographie
Après son ordination sacerdotale (21 juin 1812) dans le clergé diocésain de Liège, Théodore  de Theux enseigne la théologie et l'Écriture Sainte au  grand séminaire de Liège (1815). Cependant il est attiré par le travail missionnaire outremer et, à l’appel de volontaires lancé par Charles Nerinckx, missionnaire belge au Kentucky, il s’embarque pour l’Amérique du Nord le 5 mai 1816 arrivant dans le Delaware le 20 juillet de la même année. 
Cependant, dès après son arrivée, il décide d’entrer au noviciat des jésuites, à White Marsh, au Maryland (7 aout 1816). Un an plus tard, en septembre 1817 il est envoyé enseigner la philosophie au collège de Georgetown (DC) tout en étant le curé de l’église de la Sainte Trinité. Il remplit ces fonctions durant six ans. 
En 1825 de Theux est envoyé rejoindre la mission jésuite du Missouri où, en solo, il s’occupe de la formation théologique des jeunes jésuites tout en étant curé de la paroisse de Florissant.  Lorsque la mission de Missouri est détachée de la province jésuite du Maryland (en 1830) de Theux en est nommé le premier supérieur, succédant au pionnier le père Charles Van Quickenborne. Il le reste jusqu’en 1836. Son mandat de six ans terminé il est nommé maître des novices. Homme austère dans sa vie personnelle il avait tendance, comme supérieur, à imposer la même austérité aux autres...
En 1839 on fait de nouveau appel à l’ancien professeur du séminaire de Liège pour enseigner la théologie au collège Saint-Charles à Grand Coteau en Louisiane. Il y reste trois ans. À la fin de l’année académique 1842  il est transféré au collège Saint-François de Cincinnati (Ohio), où il est également engagé dans le ministère pastoral. 
Sa santé commence à décliner en 1845. Il retourne alors dans la paroisse Saint-Charles qu’il avait fondée de nombreuses années auparavant. C’est là qu’il meurt le 28 février 1846. Catholiques comme protestants lui reconnaissent une réputation de sainteté.

## Source
- W.B.Faherty: Article Théodore de Theux, dans Diccionario historico de la Compañia de Jesús, vol.IV, Roma, IHSI, 2001, p.3789.